# Hostomel'
Hostomel' (in ucraino Гостомель?) è un insediamento rurale ucraino (18 466 abitanti) nel distretto di Buča, nell'oblast' di Kiev. Ospita l'amministrazione della comunità territoriale di Hostomel', una delle comunità territoriali dell'Ucraina.
Fino al 18 luglio 2020 Hostomel' apparteneva al Comune di Irpin', abolito come parte della riforma amministrativa dell'Ucraina, che ha ridotto a sette il numero dei distretti dell'oblast' di Kiev. L'area del Comune di Irpin' è stata fusa nel distretto di Buča.
Fino al 26 gennaio 2024 Hostomel' era classificata come insediamento di tipo urbano. Da tale data è entrata in vigore una nuova legge che ha abolito questo status e Hostomel' è stata riclassificata come insediamento rurale,
Hostomel' è principalmente nota per il vicino aeroporto di Kiev-Hostomel', hub della compagnia aerea cargo Antonov Airlines e base militare dell'aeronautica ucraina.

## Storia
Nel 1495 il granduca della Lituania, Alessandro Jagellone, lasciò Hostomel' al principe Ivan Daškevyč L'vovič Hlyns'kyj.
Nel 1509, dopo la ribellione dei moscoviti di Glinski la corte del re Sigismondo I Jagellone, successore del fratello Alessandro, fu assegnata a Semjon Poloz.
Secondo le leggende, Hostomel' esisteva già in tempi antichi, ma il primo riferimento documentato fa menzione di Hostomel' nel 1494.

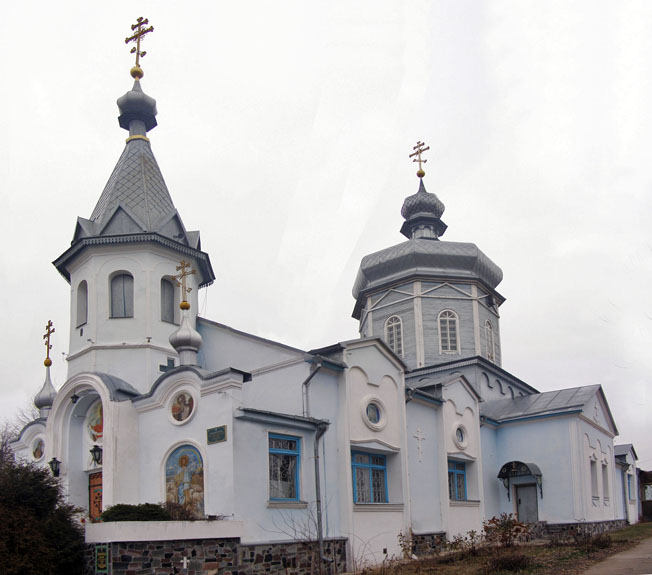
Chiesa dell'Intercessione

Nel 1614, il re polacco Sigismondo III concesse al villaggio Hostomel' il Diritto di Magdeburgo. Ricevette così i diritti di città grazie all'assistenza del suo proprietario Stanislav Charlens'kyj, figlio del ciambellano Felix di Kiev.
Durante la guerra di liberazione nazionale, sotto la guida di Bohdan Chmel'nyc'kyj, divenne la cittadina della centuria cosacca del reggimento di Kiev.
Nel 1654 la cittadina venne occupata dal Granducato di Mosca.
Nel 1694 venne costruita una chiesa (la chiesa dell'Intercessione).
Nel luglio 1768 la cittadina venne visitata dagli Haidamaka di Ivan Bondarenko.
Nel 1866 divenne un centro attivamente sviluppato.
Nel 1962, insieme ad altri insediamenti, fu subordinata a Irpin' (fu concesso lo status di città di importanza regionale).
Nel 1972 il villaggio di Mostyšče venne inglobato in Hostomel'.

### Invasione russa del 2022
Hostomel' e l'omonimo aeroporto sono stati obiettivo dell'invasione russa in Ucraina il 24 febbraio 2022. Il presidente ucraino Volodymyr Zelens'kyj ha dichiarato che "è stata fermata e distrutta un'unità aviotrasportata russa nell'aeroporto di Hostomel', fuori Kiev". Il 24 febbraio 2022, il comandante in capo delle forze armate ucraine, Valerij Zalužnyj, ha dichiarato che "si è svolta una battaglia furiosa nei pressi della base aerea di Hostomel'. L'aeroplano Antonov An-225 Mriya, il più grande al mondo, è stato distrutto dalle forze russe nel suo hangar, probabilmente tramite l'uso di granate e artiglieria. Questo era l'unico esemplare funzionante, ma ne esiste un secondo parzialmente costruito.
Nelle settimane successive i russi hanno iniziato ad usare Hostomel' come base operativa avanzata per attaccare Kiev. Le truppe russe inviate verso Kiev si sono scontrate con le forze ucraine in Buča ed Irpin'. Numerose unità russe sono state distrutte dall'artiglieria e dagli attacchi dei droni Bayraktar. Le forze speciali ucraine hanno lanciato raid contro i Kadyrovcy il 27 febbraio 2022 e, nella stessa settimana, contro le unità meccanizzate del VDV.
Il 7 marzo 2022, le truppe russe hanno ucciso il sindaco Jurij Prylypko mentre stava consegnando cibo e medicine nella cittadina.
La controffensiva ucraina ha fallito nel tentativo di riconquistare completamente Hostomel', ma la ritirata russa dall'oblast' di Kiev, tra fine marzo e inizio aprile, ha permesso di liberare del tutto la cittadina dalle forze russe. Alla cittadina è stato assegnato il titolo di città eroina dell'Ucraina il 13 marzo 2022.